# Fuchsia vulcanica
Fuchsia vulcanica là một loài thực vật có hoa trong họ Anh thảo chiều. Loài này được André mô tả khoa học đầu tiên năm 1888.